# 小森武
小森 武（こもり たけし、1912年6月10日 - 1999年3月24日）は、日本のジャーナリスト、出版人、政治活動家。1967年－1979年の美濃部亮吉都政において、美濃部のブレーンとして大きな影響力を持った。

## 概略

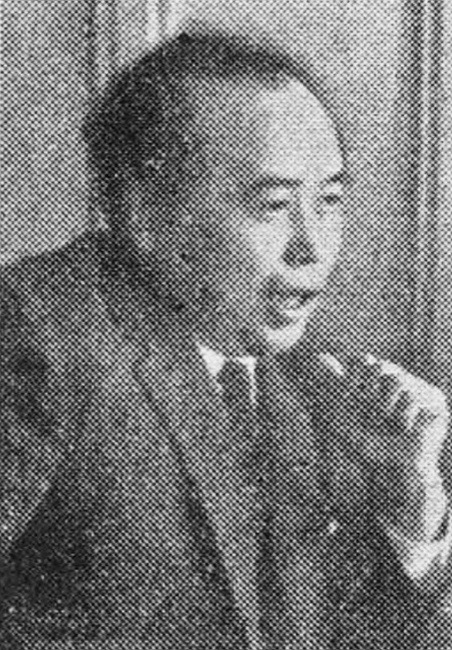
『月刊社会党』1959年2月号より

栃木県芳賀郡益子町に生まれる。1930年東京府豊島師範学校（東京学芸大学の前身の一つ）でストライキを指導して放校される。このときともに退学させられたメンバーに詩人の菅原克己がいる。
1935年「帝都日日新聞」に入社する。1938年第二次人民戦線事件で、治安維持法違反で大内兵衛ら労農派グループ24名とともに逮捕されたが釈放される。1940年頃、福家俊一（後の自由民主党衆議院議員）が社長を務めていた『大陸新報』の記者となって上海に赴任する。『大陸新報』のなかで社会部長、論説委員、北京駐在員を務めた。『大陸新報』で高橋正雄と知り合ったことが、小森武の後半生に大きな意味を持つ。
1945年敗戦直前に帰国。まもなく出版社の黄土社を設立し、大内ら労農派系を中心とした経済学関係の本を多数出版する。これらは、敗戦直後の知的飢餓状態の中で歓迎され、ベストセラーになった。しかし、戦後出版情勢の変化に乗り切れず、黄土社は1954年に破産・解散する。
1955年10月、都労連の財政援助で都政調査会をつくる。きっかけは、当時の東京都の汚職発覚であった。都政調査会は革新自治体のシンクタンクとして重要な役割を果たすが、それには小森武の人脈が大きく活用された。
革新統一候補として、1955年と1959年の東京都知事選挙に有田八郎元外相を、1963年の東京都知事選挙では阪本勝前兵庫県知事を擁立したが敗退している。1967年の東京都知事選挙では美濃部亮吉の擁立に尽力し、彼の当選に貢献した。美濃部都知事当選後は都の正式な役職には一切つかず、都庁近くのビルの10階に事務所をかまえ、知事ブレーンとして表面には出ないながら東京都の重要な政策決定に関与し、都庁職員からは「10階の先生」と呼ばれた。当時、一部の週刊誌は小森を東京都のラスプーチンと呼んだ。1971年、当時の保利茂内閣官房長官が周恩来に宛てた書簡を美濃部知事が橋渡しした事件（保利書簡）にも、先述の福家俊一をはじめとした小森武の人脈が関係している。
美濃部知事退任・革新都政終焉後は、政治活動から引退する。1999年逝去。

## 著書
- 『都市づくり ― 都市問題の現実と未来』、1965年、河出書房。全国書誌番号:49008969、NCID BN08165305。

## エピソード
鳴海正泰によれば、「本人は自分の過去についてはまったくといってよいほど語っていないし、むしろ拒否してきた」という 。そのため今日では小森武の経歴のかなりの部分が不明になっている。
元『毎日新聞』記者の内藤国夫によれば、都知事ブレーン時代、自分の影響力を私利私欲のために使ったことは一切なかったという。予算当局に金を要求したことが1回だけあったが、それは美術館の美術品購入予算の増額を自分の権限で認めさせるためであり、自分の懐に入れるためではなかった。